# Mezőszilas, Fejér
Mezőszilas  este un sat în districtul Sárbogárd, județul Fejér, Ungaria, având o populație de 2.260 de locuitori (2011). 

## Demografie
Componența etnică a satului Mezőszilas
     Maghiari (96,96%)
     Romi (2,49%)
     Necunoscut (0,3%)
     Germani (0,25%)
     Alții (0,3%)
Componența confesională a satului Mezőszilas
     Romano-catolici (34,2%)
     Reformați (28,67%)
     Fără religie (14,2%)
     Necunoscută (21,68%)
     Alte religii (1,46%)
Conform recensământului din 2011, satul Mezőszilas avea 2.260 de locuitori. Din punct de vedere etnic, majoritatea locuitorilor (96,96%) erau maghiari, cu o minoritate de romi (2,49%). Apartenența etnică nu este cunoscută în cazul a 0,3% din locuitori. Nu există o religie majoritară, locuitorii fiind romano-catolici (34,2%), reformați (28,67%) și persoane fără religie (14,2%). Pentru 21,68% din locuitori nu este cunoscută apartenența confesională.